# بنبوری
بنبوری (به انگلیسی Banbury) شهری در جنوب شرقی کشور انگلستان است. جمعیت این شهر بالغ بر ۴۱۸۰۲ نفر است.

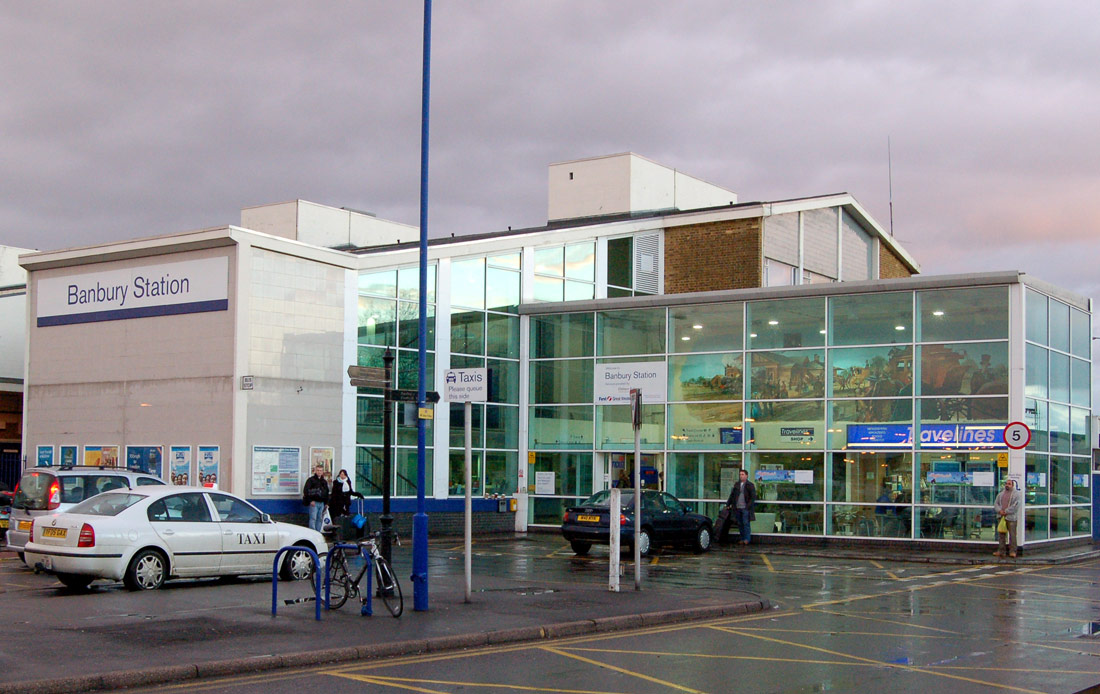

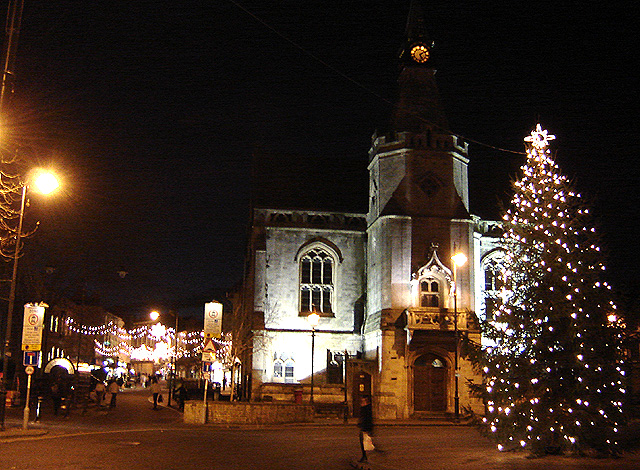

## نگارخانه

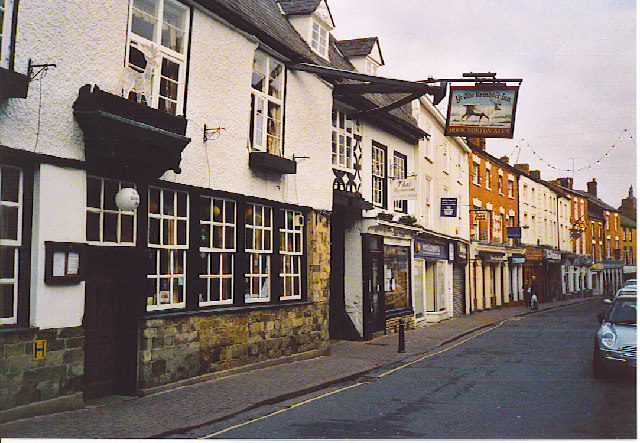
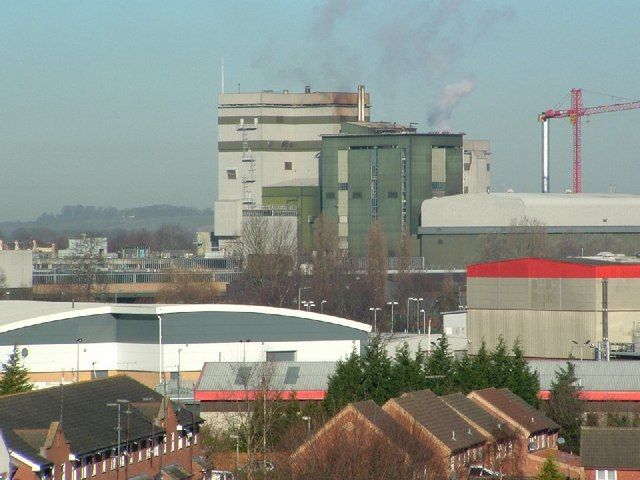
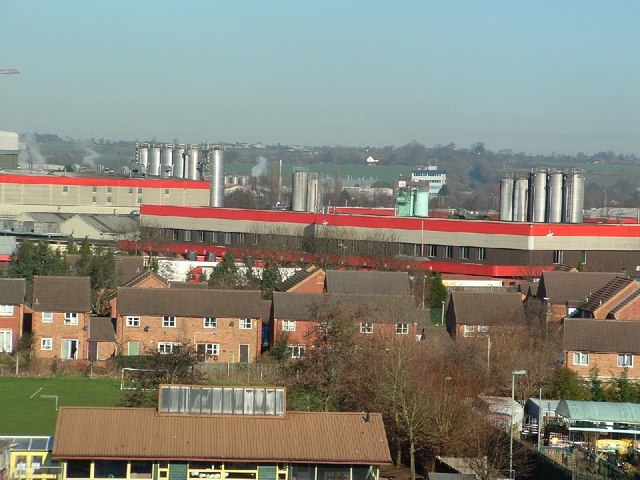
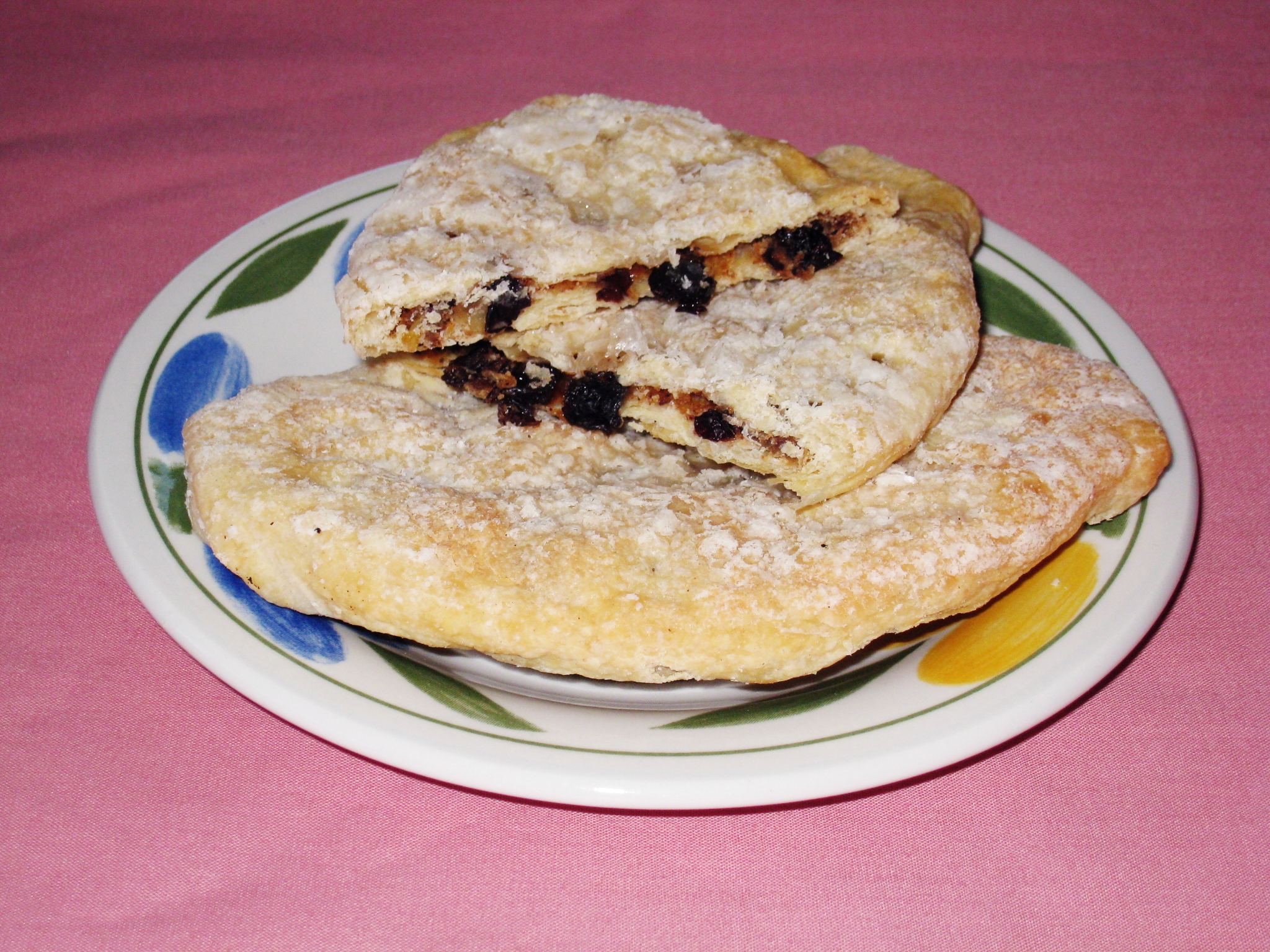
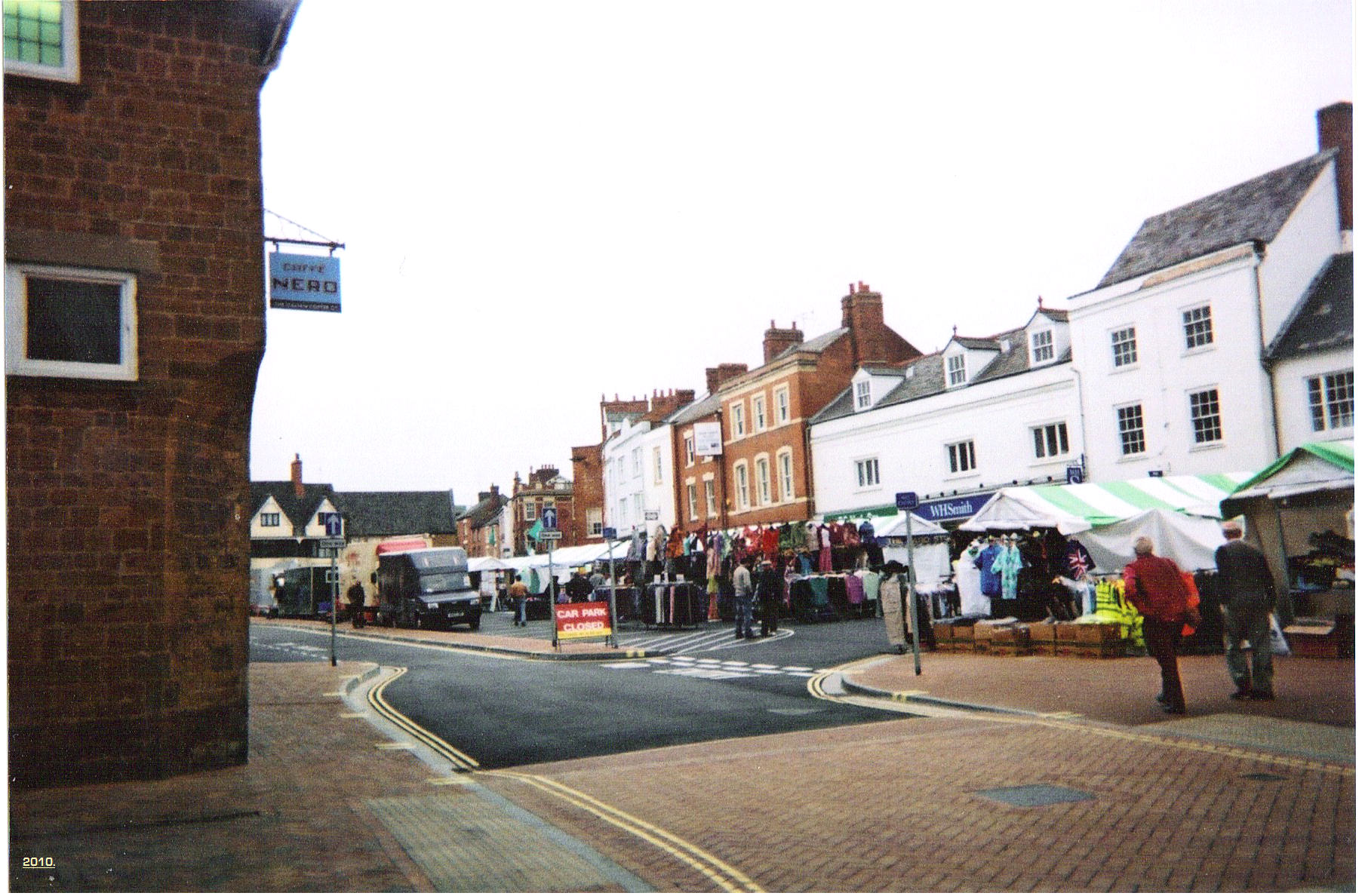
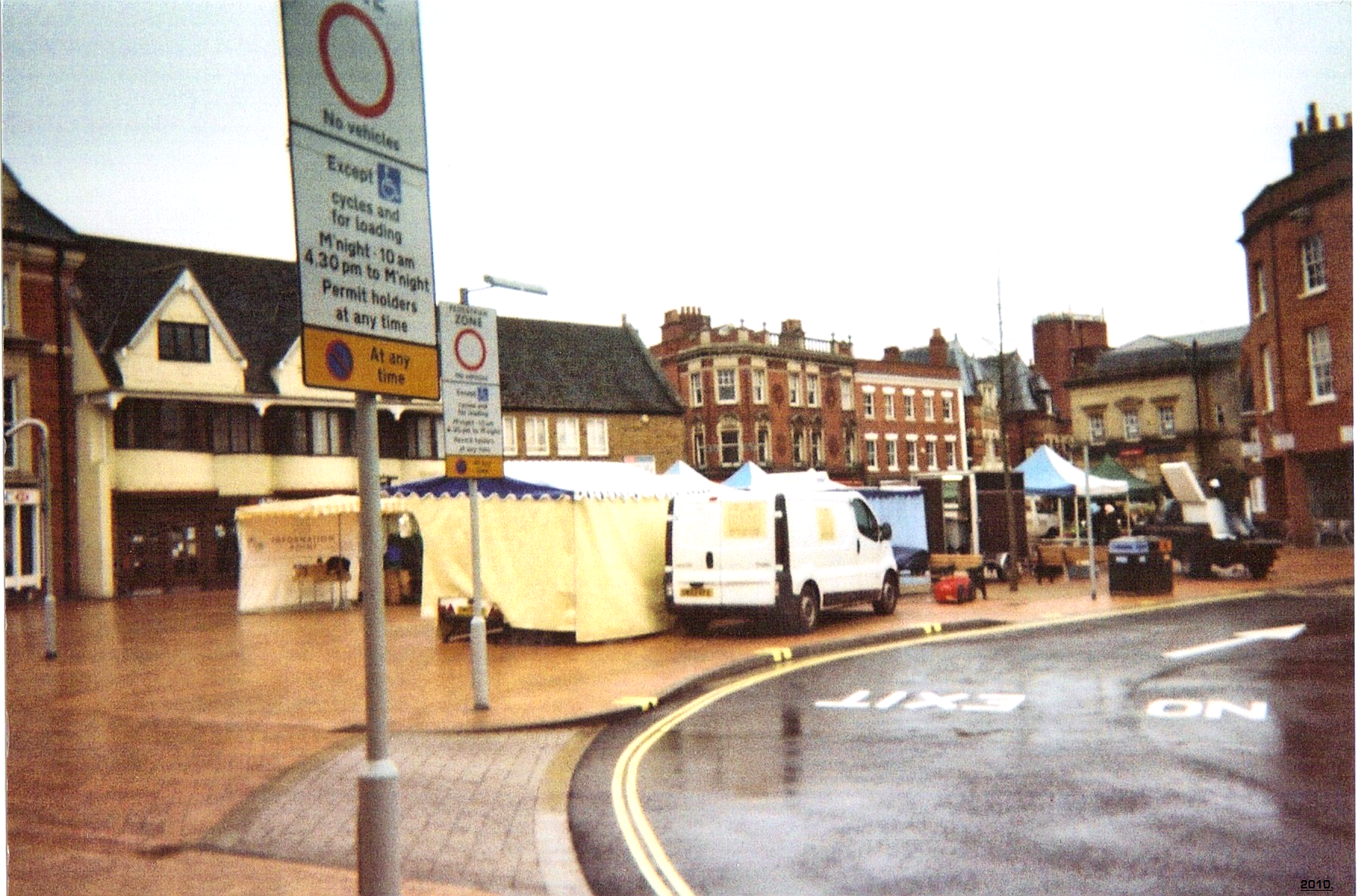
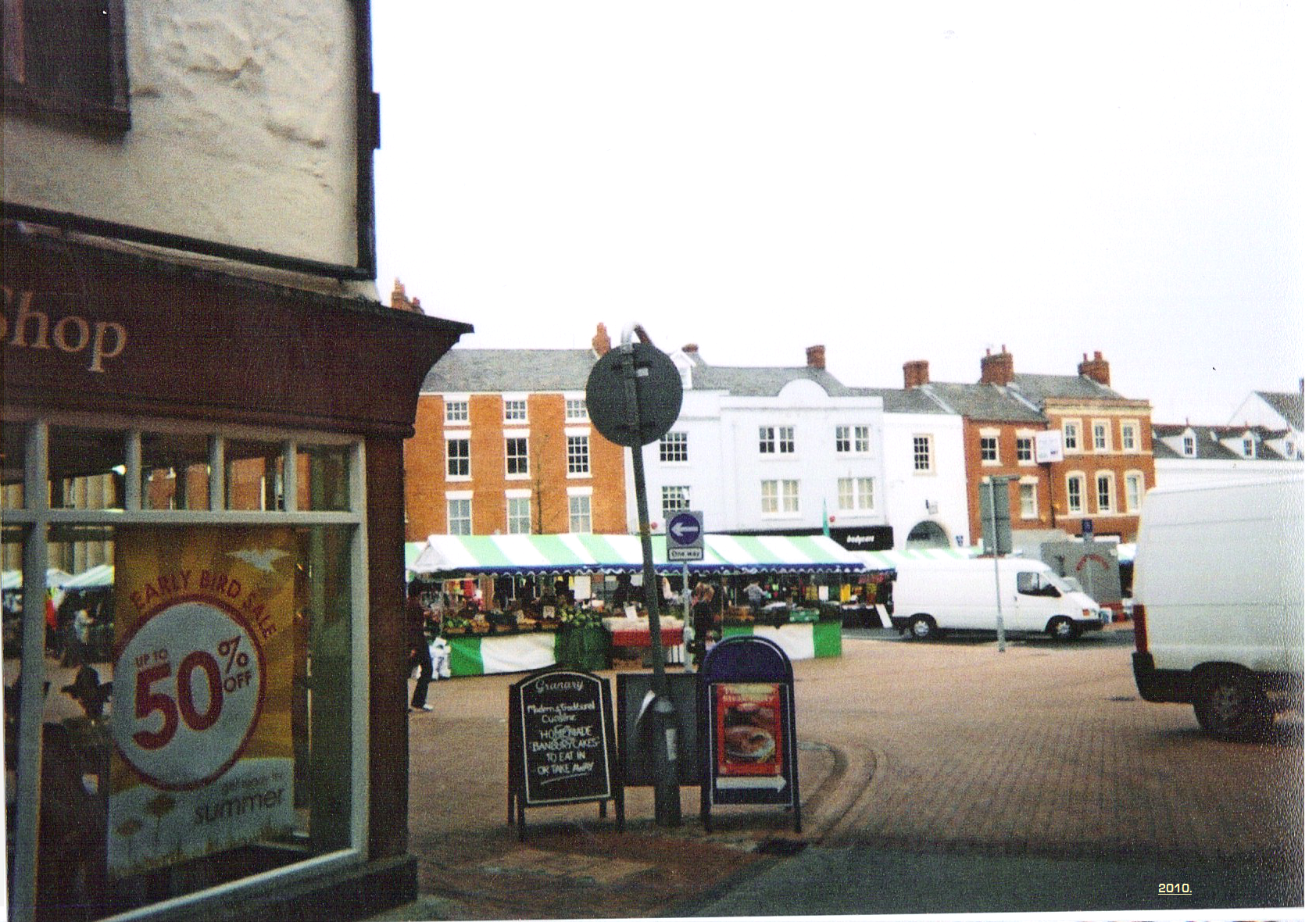
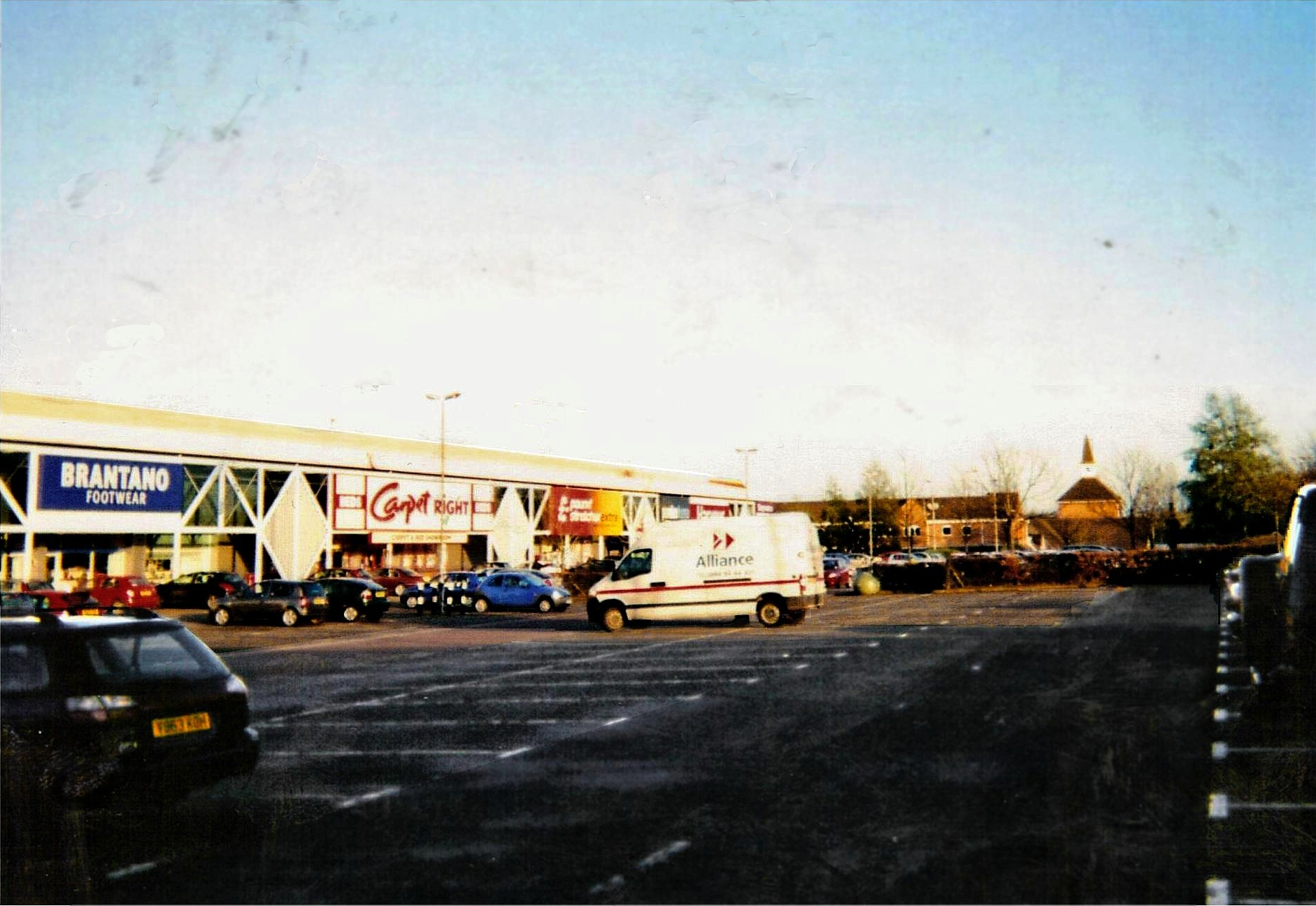
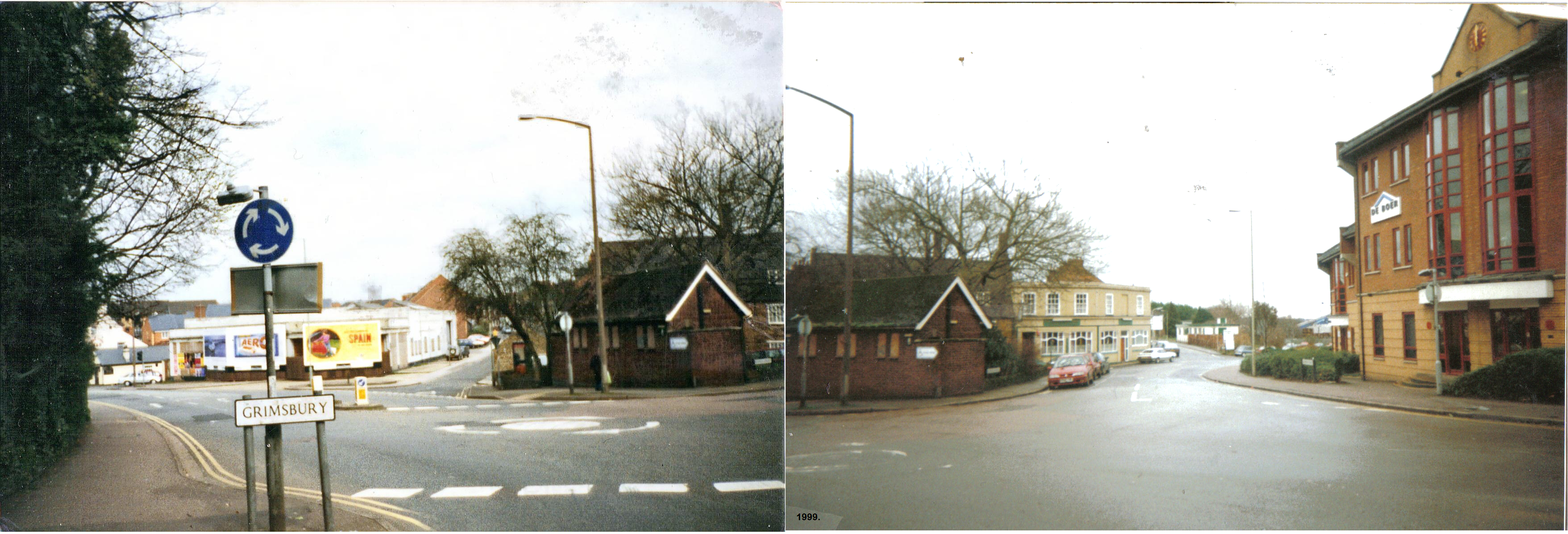
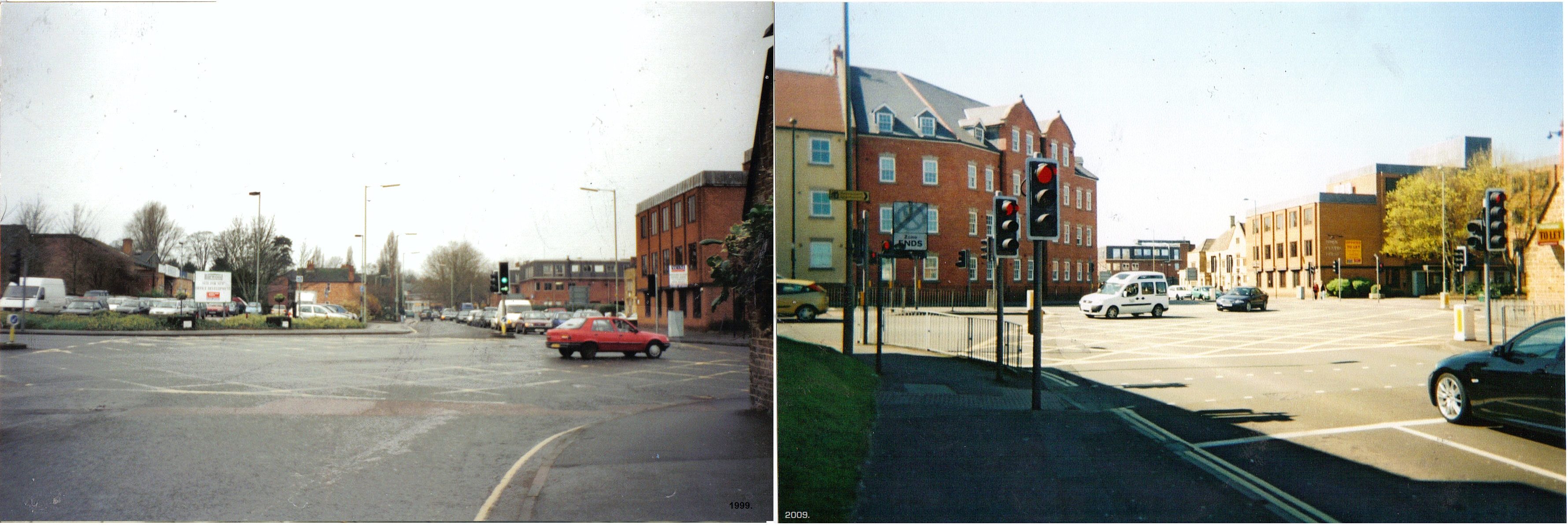
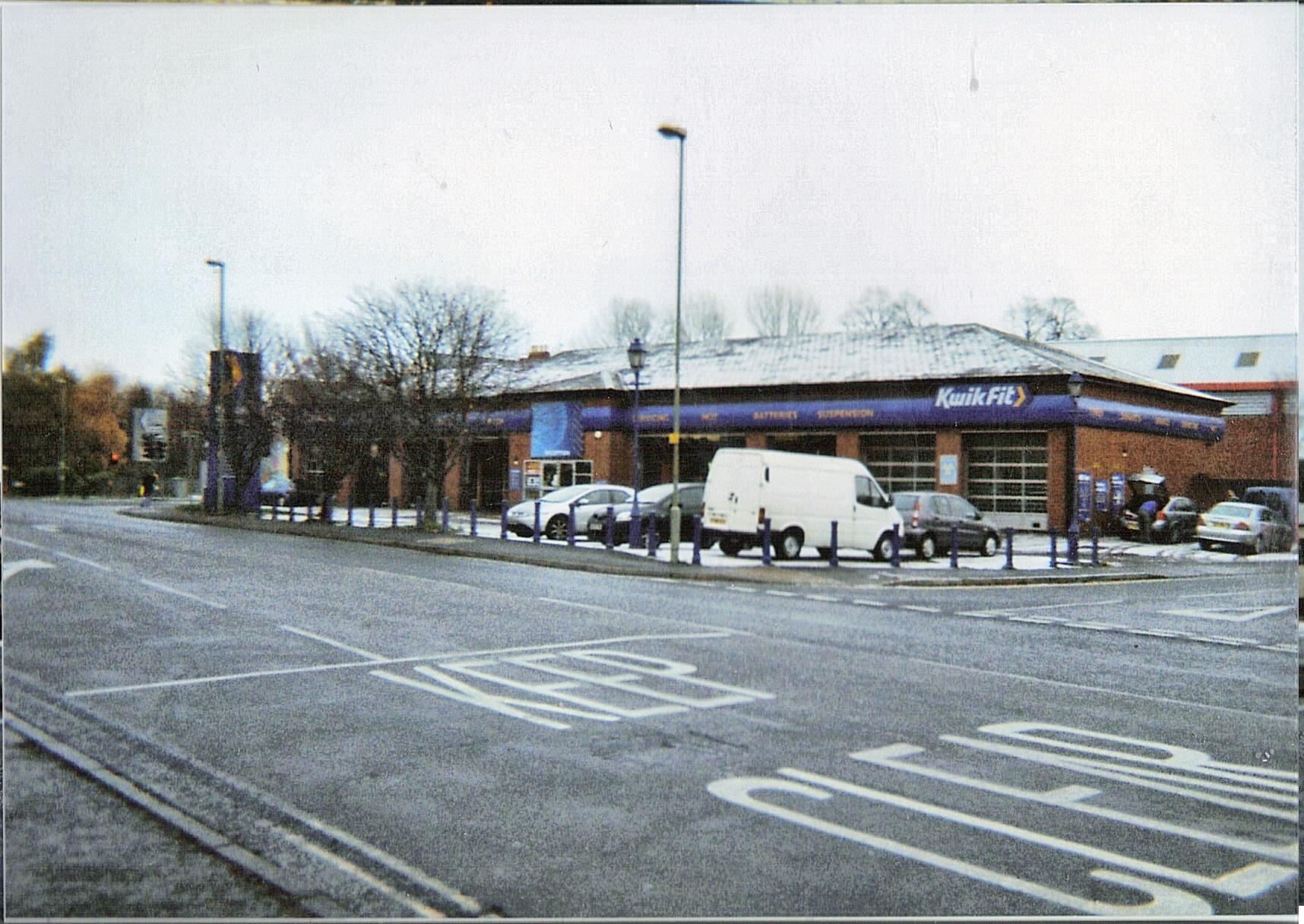
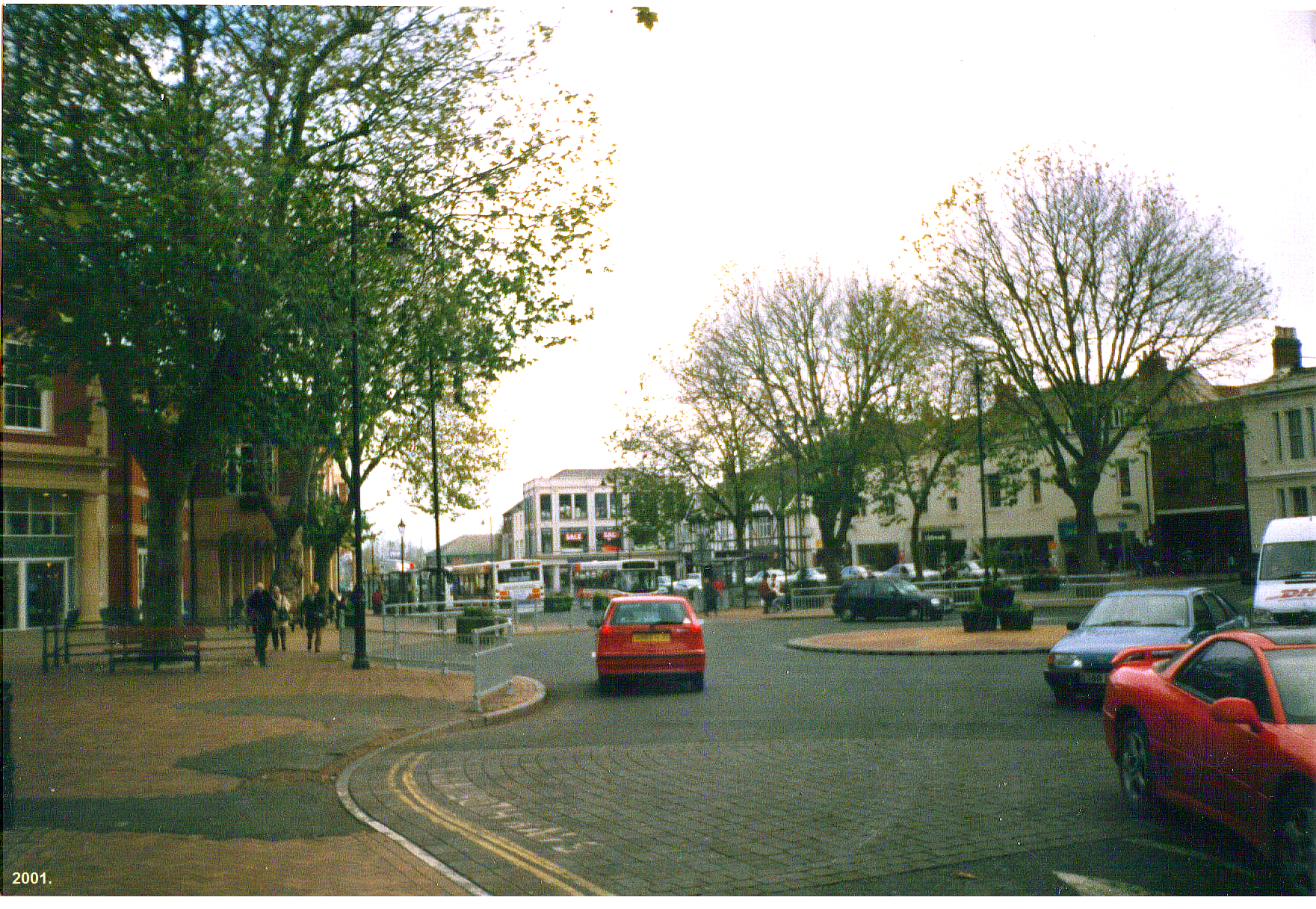
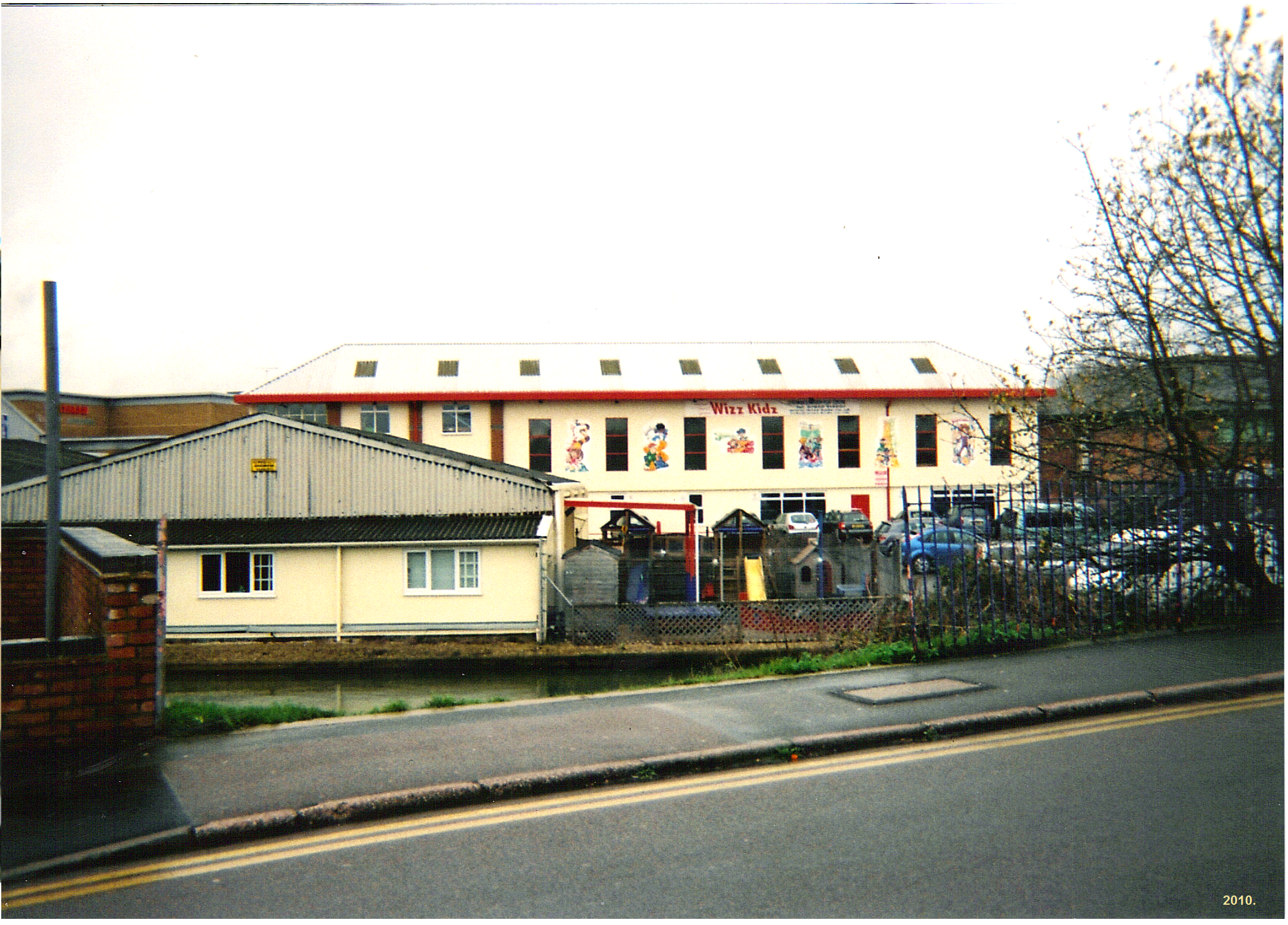
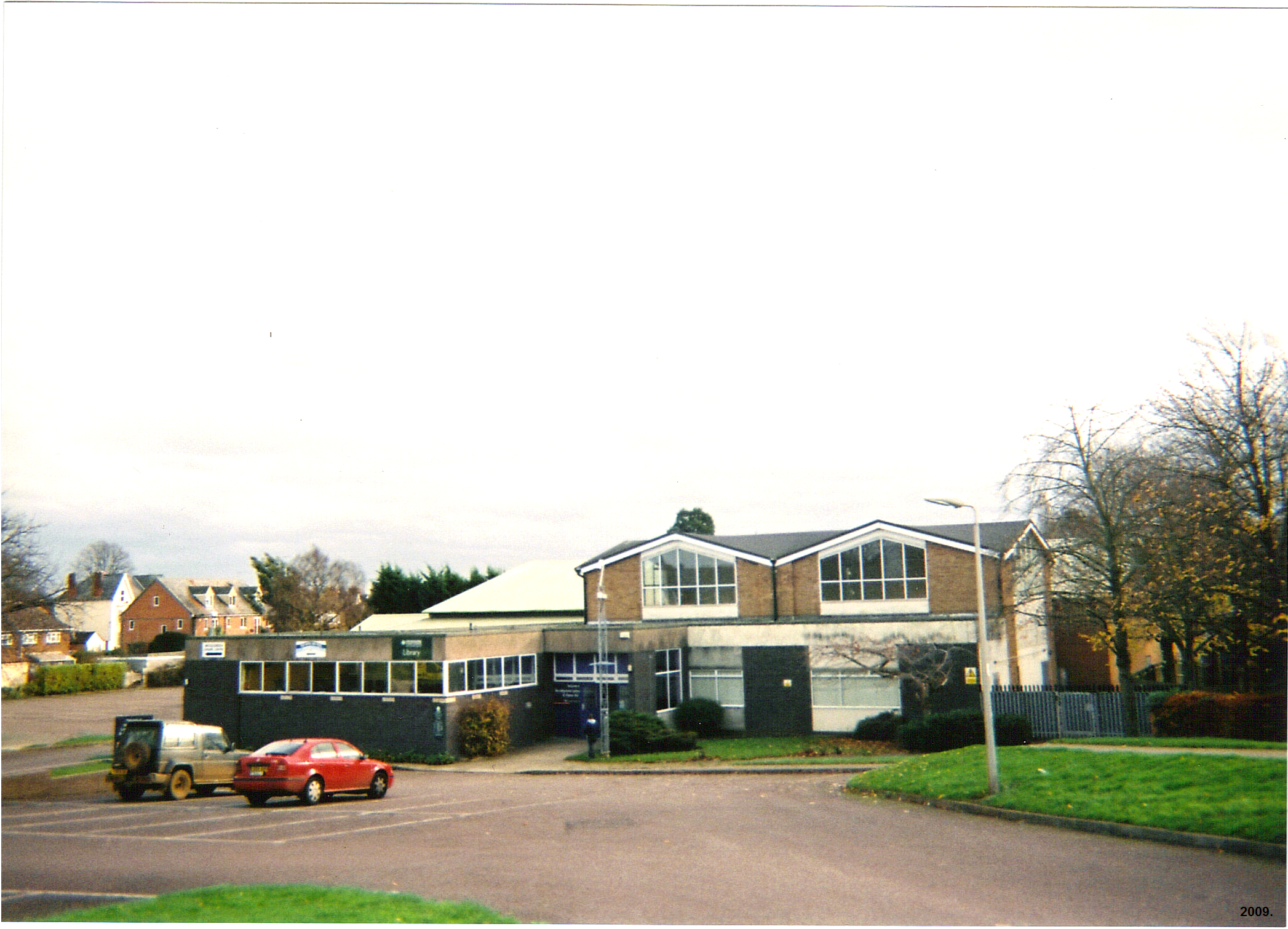
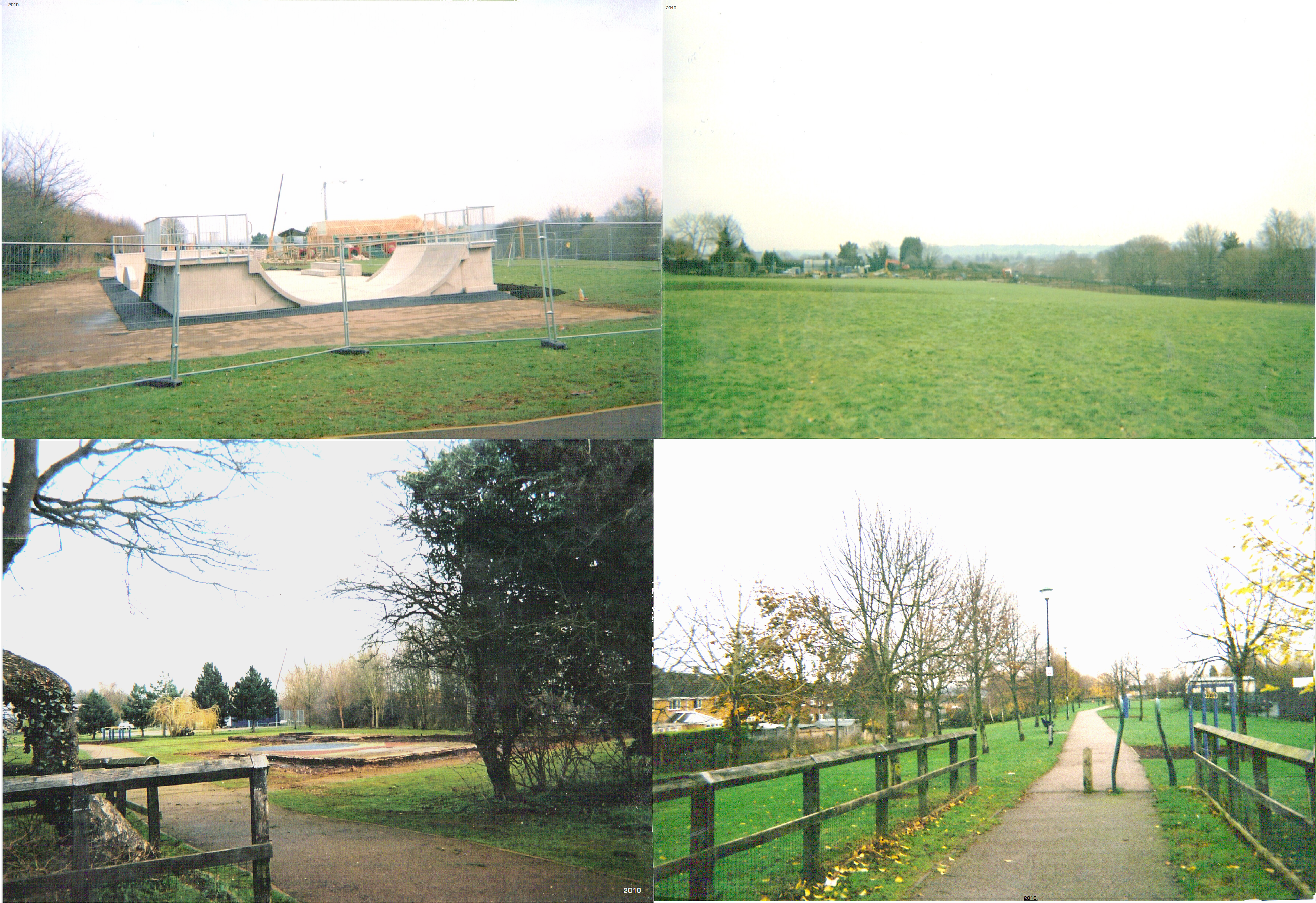
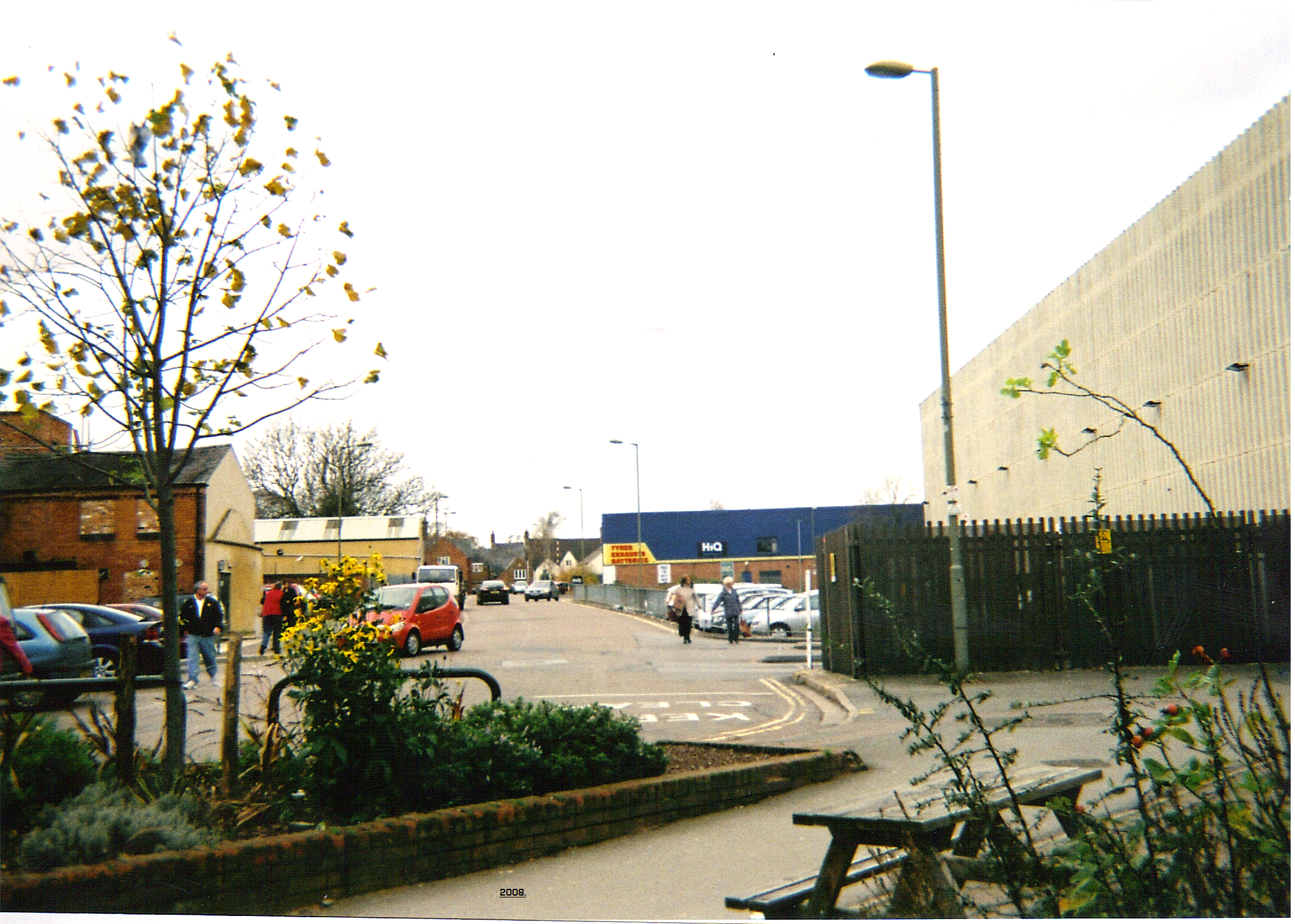
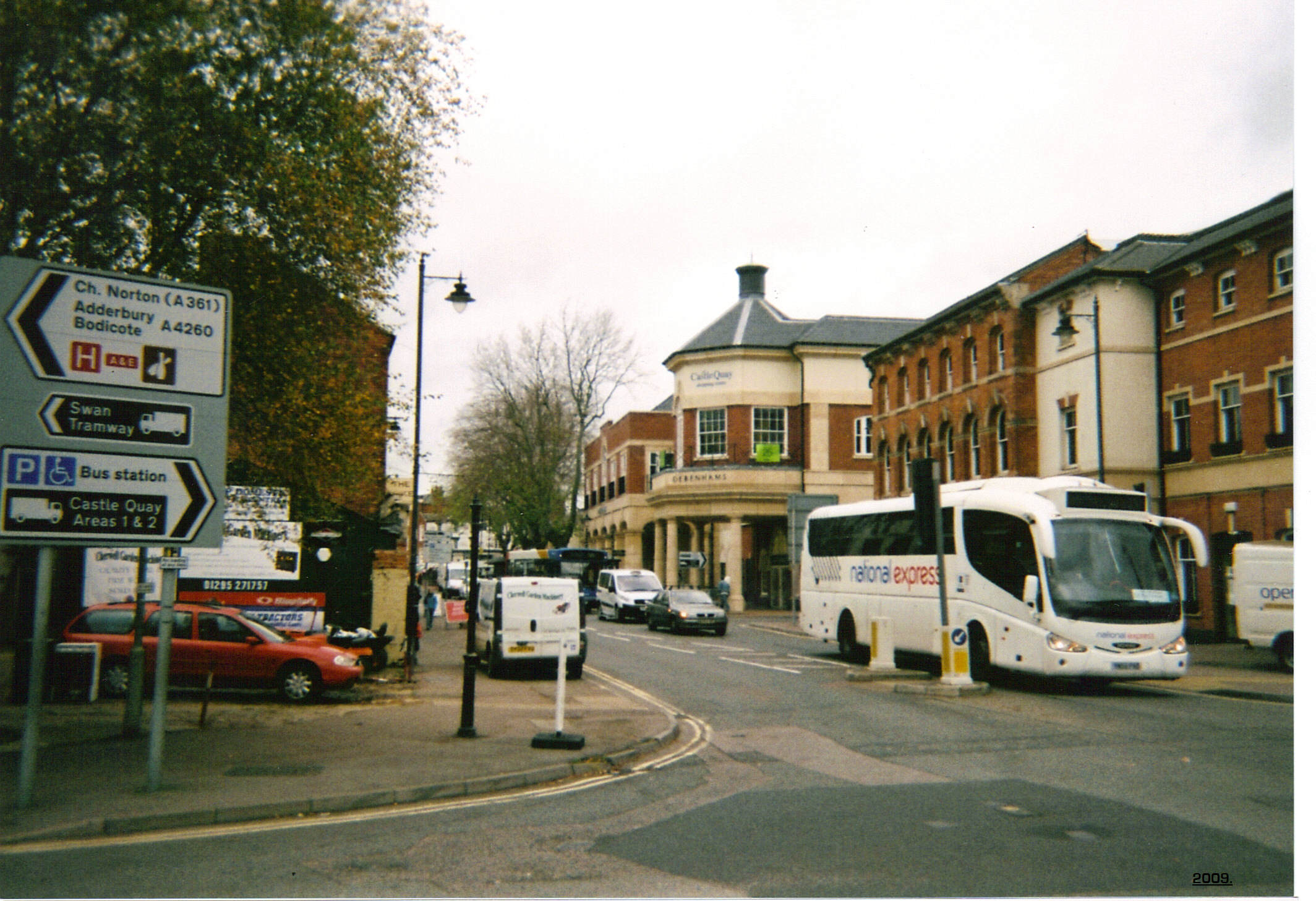
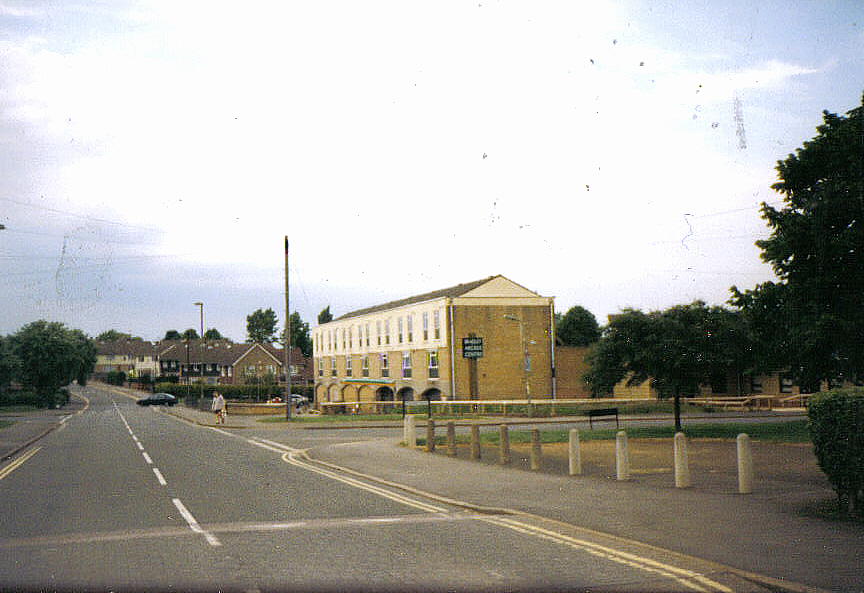
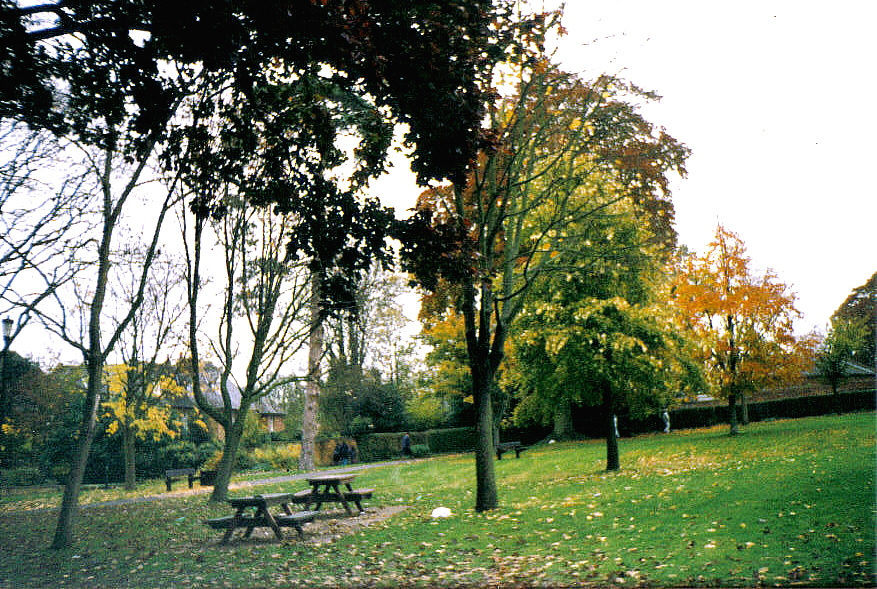